# Merry & Hell Go Round
Albums de Olivia
Internal Bleeding Strawberry
(2003) Comatose Bunny Butcher
(2003)
Merry & Hell Go Round est le 2e mini album de Olivia, sorti sous le label Cutting Edge le 27 juin 2003 au Japon.

## Liste des titres
| 1. | SpidERƧpins       | 3:17 |
| 2. | Denial            | 5:40 |
| 3. | Blind Unicorn     | 4:02 |
| 4. | Cupid             | 4:48 |
| 5. | Sugarbloodsuckers | 3:27 |